# 许云昭
许云昭（1949年2月—），江苏阜宁人，中国地质大学管理科学与工程专业硕士毕业。1971年6月加入中国共产党。中华人民共和国政治人物。

## 生平
许云昭历任湖南省省长助理、省教育委员会主任、省高校工委书记、副省长；中共湖南省委常委、省纪委书记，兼任省委反腐败协调小组组长、省委巡视工作领导小组组长、省领导干部廉洁自律工作领导小组副组长。中共十七大当选中央纪委委员。